# Панахов, Гаджи Мурад Ширали оглы
Гаджимурад Ширали оглы Панахов (1911 — октябрь 1974) — капитан корабля, депутат Верховного Совета СССР 6-го созыва.

## Биография
Капитан дальнего плавания Гаджи Мурад Ширали оглы Панахов родился в 1911 году в селе Шаган города Баку.
После окончания в 1936 году Бакинского морского техникума работал в транспортном флоте Каспийского морского пароходства. Организаторские способности, способности и знания Гаджимурада Ширали за короткое время повысили его с третьего помощника капитана до капитана.
В годы Великой Отечественной войны был капитаном корабля «Центросоюз»
В 1954 году, окончив академию Министерства морского флота СССР, Гаджимурад Панахов был назначен на должность капитана-консультанта службы морского плавания Каспийского морского пароходства. Воспитал десятки молодых капитанов.
В 1961 году открыл самый большой паромный переход в Европе на тот момент Баку — Красноводск (Туркменистан) за штурвалом дизель-электрохода «Советский Азербайджан».
Гаджи Мурад Ширали оглы Панахов скоропостижно скончался в октябре 1974 года в возрасте 63 лет.

## Награды
- 1963 — Орден Ленина
- 1971 — Орден Октябрьской Революции